# Copa Nicasio Vila 1921
La Copa Nicasio Vila 1921 fue la decimoquinta edición del campeonato de primera división de la Liga Rosarina de Fútbol.
Participaron trece equipos, que redujeron a 11 por la desafiliación de Sparta y de Ferrocarril Santa Fe. El campeón fue el Newell's Old Boys
Aquel año, el club rojinegro obtuvo también el título de campeón argentino, luego de derrotar por 3 a 0 al Club Atlético Huracán, campeón de la liga oficial de Buenos Aires, en la final de la Copa Dr. Carlos Ibarguren, disputada en enero de 1922.
En 1921, el fútbol rosarino estaba dividido: por un lado la Liga Rosarina, y por el otro la disidente Asociación Amateurs Rosarina de Football, la cual contaba en 1920 (año de su fundación) con Rosario Central, Gimnasia y Esgrima de Rosario, y Nacional, entre otros. Riberas del Paraná y Nacional volvieron a afiliarse a la Liga Rosarina en ese año, dejando la Asociación Amateurs, mientras que Ferrocarril Santa Fe y Sparta dejaron la Liga y se unieron al campeonato de la Asociación Amateurs, por lo que fueron desafiliados de la Liga y perdieron los puntos. Central y G.E.R. continuaron, junto a estos otros 2 clubes desafiliados de la Liga, con el campeonato de la Asociación Amateurs.
A su vez, ascendieron a la disputa de la Copa Vila los clubes Alberdi New Boys y Atlantic Sportsmen.

## Tabla de posiciones final
| Pos | Equipo                  | Pts | PJ | G  | E | P  | GF | GC | DIF |
| 1º  | Newell's Old Boys       | 42  | 22 | 21 | 0 | 1  | 53 | 6  | 47  |
| 2º  | Tiro Federal            | 37  | 23 | 16 | 5 | 2  | 47 | 15 | 32  |
| 3º  | Central Córdoba         | 33  | 23 | 15 | 3 | 5  | 41 | 15 | 26  |
| 4º  | Rosario Puerto Belgrano | 32  | 23 | 13 | 6 | 4  | 34 | 16 | 18  |
| 5º  | Nacional                | 27  | 22 | 12 | 3 | 7  | 18 | 19 | -1  |
| 6º  | Belgrano                | 24  | 22 | 12 | 0 | 10 | 24 | 26 | -2  |
| 7º  | Atlantic Sportsmen      | 23  | 23 | 9  | 5 | 9  | 22 | 27 | -5  |
| 8º  | Alberdi New Boys        | 21  | 22 | 8  | 5 | 9  | 28 | 33 | -5  |
| 9º  | Estudiantes             | 17  | 22 | 6  | 5 | 11 | 21 | 44 | -23 |
| 10º | Riberas del Paraná      | 16  | 22 | 6  | 4 | 12 | 11 | 32 | -21 |
| 11º | Provincial              | 11  | 24 | 4  | 3 | 17 | 15 | 53 | -38 |
| 12º | Ferro Carril Santa Fé   | 7   | 24 | 3  | 1 | 20 | 6  | 21 | -15 |
| 13º | Sparta                  | 6   | 24 | 2  | 2 | 20 | 9  | 22 | -13 |

|  |                                     |
|  | Campeón                             |
|  | Descalificados al final del torneo. |